# Auna
L'auna è un'antica unità di misura in uso in alcuni paesi nel nord Europa  (in particolare in Francia e nelle Fiandre) prima dell'introduzione del sistema metrico decimale. 

## Storia
Il nome deriva dal francese aune (già nel 1100 questa unità di misure viene registrata come alne o aune) e dal medio-olandese elne, il quale a sua volta si riconduce al latino ulna. Infatti la lunghezza dell'auna era calcolata prendendo come oggetto di riferimento l'osso del braccio chiamato ulna o cubito, misurando la distanza tra il gomito e l'estremità del dito medio. Come tutte le altre unità di misura basate sulle parti anatomiche umane, poteva variare da paese a paese, e anche nello stesso paese in epoche diverse. Per esempio, in Francia nel XVI secolo il re Francesco I stabilì con un editto che l'Auna del Re o Auna di Parigi doveva essere equivalente a 3 piedi, 7 pollici e 8 linee (del Piede del Re) (circa a 118,84 cm). Più tardi, però, l'unità di misura fu portata a 3 piedi, 7 pollici, 10 linee e 10 punti, e in seguito ancora modificata. L'auna francese risultava più grande rispetto a quella spagnola o a quella italiana, proprio perché ci si basava sulla misura del braccio del re in carica. Con l'avvento della Rivoluzione francese, l'auna, un tempo utilizzata soprattutto dai commercianti di stoffe, fu soppiantata definitivamente in molti paesi dal sistema metrico decimale.

## Valore
L'auna fiamminga (Aune de Flandre, in lingua fiamminga ell; in lingua olandese el) era pari a circa 68,6 cm (7/12 dell'Auna francese) ed era usata per importare prodotti tessili (stoffe e arazzi) dalle Fiandre.
In Germania l'elle variava da 53 a 65 cm, mentre in Scozia era di 94 cm. In Inghilterra (lingua inglese ell) aveva lunghezza quasi doppia (simile all'aune francese) pari a 114,3 cm corrispondente a 45 pollici).
L'auna fiamminga, usata per la misurazione delle stoffe, è analoga a molte unità di misura usate in varie città italiane prima dell'unità, chiamate di solito braccio (da panno/ seta/ tela e altro ancora).

## Corrispondenze con altre unità di misura
Nell'antico Egitto il cubito reale (meh niswt) misurava circa 53 cm. Nell'antica Roma, la misura corrispondente, il cubitus, ulna era pari a 44,5 cm (equivalente a un piede (pes) e mezzo e corrispondente più o meno al cubito ebraico e al cubito egizio), come attestato nel trattato metrologico del V secolo a.C. Gramatici veteres.